# Luda Schnitzer
Luda Schnitzer, nata Ludmilla Makowsky, nota anche con lo pseudonimo di Luda (Berlino, 8 marzo 1913 – Parigi, 24 aprile 2002), è stata una scrittrice e giornalista francese.
Vissuta in Francia dal 1925, Luda Schnitzer è stata prima scultrice e poi giornalista free-lance.

## Biografia
È nota per i suoi racconti per bambini (pubblicati in particolare nella raccolta Père Castor) scritti con lo pseudonimo di Luda e per le sue opere sul cinema russo scritte insieme al marito, Jean Schnitzer. È anche traduttrice dal russo. Ha scritto, a inizio anni 1960, le sceneggiature di alcuni numeri di fumetti pubblicati sulla rivista per ragazzi Vaillant.
Luda Schnitzer ha ricevuto il Grand Prix de la Ville de Paris per la letteratura per ragazzi nel 1981.

## Opere pubblicate
- Cent mille flèches: trois légendes chinoises, LIRE, 1954
- Contes du Grand Nord, illustratore. René Moreu, LIRE, 1954
- Les Maîtres de la forêt et autres contes de bêtes, illustratore. René Moreu, Éditions La Farandole, 1958[4]
- Le dernier gabarier, contes de métiers, illustratore. Marcel Tillard, Éditions La Farandole, 1961[5]
- Oui Maman!, Flammarion Père Castor, 1964[6]
- Contes russes, Éditions La Farandole, 1976 • réédition: illustrazioni Bilibine, Sorbier, 2001[7]
- Le Chanteur de Tapis, Éditions La Farandole, 1977[8]
- Peine-Misère et Bonheur la chance, illustrazioni di Véronique Ageorges, Nathan, Arc-en-poche, 1981[9]
- La Dame du lin, illustrazioni di Françoise Boudignon, Éditions du Sorbier, 1982[10]
- La Filleule de la montagne de feu, Sorbier, 1982[11]
- Lise et le Lutin, Hachette, 1984[12]
- Cet endroit-là dans la taïga, Hatier, Fées et gestes, 1986[13]
- Les Jardins de la fille-roi, Hatier, Fées et gestes, 1987[14]
- Le Cordonnier de Bagdad, Castor Poche, 1992[15]
- Les Enfants baladins, Castor Poche, 1993[16]
- Colin brigand au grand cœur, illustratore. Véronique Boiry, Éditions du Sorbier, 1994[17]
- 365 contes de gourmandise, Gallimard Jeunesse, 1999[18]
- Anaït, la fiancée malicieuse (Albin Michel Jeunesse)[19]
- Ce que disent les contes, Paris, Éditions du Sorbier, 2002[20]

## In collaborazione con Jean Schnitzer
- Poudovkine cinéma d'aujourd'hui, Seghers, 1962
- Vingt ans de cinéma soviétique, éd. CIB, 1963[21]
- La vie de Lénine à l'écran, Les Éditeurs français réunis, 1967[22]
- Youtkevitch, L'Âge d'Homme, 1976
- Dovjenko, Seghers, 1978[23]
- Histoire du cinéma soviétique, Pygmalion, 1979[24]

## Traduzioni
- Velimir Khlebnikov, Choix de poèmes, traduzione e prefazione, edizione bilingue, P.-J. Oswald, 1967.
- Velimir Khlebnikov, Le pieu du futur, traduzione e prefazione, Éditions L'Âge d'Homme, 1970.[25]
- Andreï Konchalovski e Andreï Tarkovski (trad. Luda e Jean Schnitzer), Andreï Roublev, Parigi, les Éditeurs français réunis, 1970.
- Lougovskaïa Tatiana, Nous n'étions pas seuls à grandir, traduzione, Paris, Gallimard, 1990[26]